# Tsuga forrestii
Tsuga forrestii là một loài thực vật hạt trần trong họ Thông. Loài này được Downie miêu tả khoa học đầu tiên năm 1923.